# Arthur Primrose Young
Arthur Primrose Young (* 2. Juli 1885 in Ayrshire; † 1. Februar 1977 in Leamington Spa, Warwickshire) war ein britischer Industriemanager und Elektroingenieur.

## Biografie
Young leitete 1921–1928 British Thomson-Houston, die europäische Tochter des amerikanischen General-Electric-Konzerns in Coventry. 1929 wechselte er nach Rugby (Warwickshire) (bis 1945).
Neben seiner Tätigkeit war er in der internationalen politischen Szene aktiv, indem er 1938 die sogenannten „X-Dokumente“ Carl Goerdelers aus dem Dritten Reich an die britische Regierung weiterreichte. Über seinen Freund Robert Bosch, der von Robert Vansittart, 1. Baron Vansittart beauftragt worden war, sowie vermittels Reinhold Schairer, Goerdelers Vertrauensmann in London, traf er diesen zwischen August 1938 und März 1939 fünf Mal konspirativ zu teils mehrtägigen Gesprächen in Rauschen-Düne, London und Zürich. Über Schairer und Owen D. Young erreichten die Dokumente auch US-Präsident Franklin D. Roosevelt. Nach D. Bavendamm prägten sie 1938/39 wesentlich das Bild der englischen und amerikanischen Regierung über Hitler.
Young war Mitbegründer der British Works Management Association. Er schrieb zahlreiche Artikel und hielt Reden, mit denen er die Einführung christlicher Prinzipien in der Industrie befördern wollte.

## Ehrungen
Für seine Beteiligung an der Entwicklung der Magnetzünder wurde Primrose Young 1917 zum Offizier des OBE ernannt.

## Werke
- Across the years. Charles Knight. 1971
- Die "X"-Dokumente. Hrsg. von Sidney Aster. Piper. München 1989